# Armand Jacques Achille Leroy de Saint-Arnaud
Armand Jacques Achille Leroy de Saint-Arnaud, francoski maršal, * 20. avgust 1801, † 29. september 1854.
Med 26. oktobrom 1851 in 11. marcem 1854 je bil minister za vojno Francije.